# Anders Nygårds
Anders Erik Nygårds, född 7 juli 1977 i Leksands församling, Kopparbergs län, är en svensk frilansmusiker och kompositör. 1998 erövrade han Zornmärket i silver och utnämndes därmed till riksspelman.

## Filmmusik
- 2004 - Masjävlar
- 2007 - Nina Frisk
- 2008 - Fishy
- 2014 - Hallåhallå
- 2017 - Monky

## Musik
- 2007 - Lars Winnerbäck, Daugava (fiol, viola och mandolin)
- 2009 - Lars Winnerbäck, Tänk om jag ångrar mig och sen ångrar mig igen (fiol, viola)